# 宮崎政宣
宮崎 政宣（みやざき まさのぶ、1940年 - ）は、日本の地方公務員。元長崎県副知事。出納長、教育長、交通局長などを歴任し、副知事時代には県内の市町村合併を推進した。県庁退職後、公益財団法人長崎県すこやか長寿財団理事長等を務めた。

## 経歴
長崎県立長崎東高等学校を経て、1964年関西大学法学部卒業後、同年に長崎県入庁。観光課長、人事課長、1990年交通局長、1992年農林部長、1994年教育長を経て、1995年4月出納長。長崎県知事の金子原二郎に行政手腕を買われ、1999年4月副知事に就任。着任に際して各部課の横断的な協力に基づく総合行政の必要性を訴え、その調整に努めたいと所感を述べた。
長崎県は当時、1999年度予算に推進事業費を盛り込むなど市町村合併を推進しており、宮崎は県内の各地域で意見交換を重ね、合併を検討する自治体に対して財政支援を行う姿勢を示すなどした。こうした取り組みもあり、県内自治体数は79市町村（2000年時点）が21市町（2010年）にまで減少した（長崎県の廃止市町村一覧を参照）。また、長崎県産炭地域振興財団、雲仙岳災害記念財団など長崎県が所管する諸団体の代表を務めた。
金子が知事に再選された翌月の2002年3月、長期的な総合計画の策定をはじめとした金子県政の基礎づくりが達成されたとして、任期を1年残して副知事を退任。宮崎の勇退を受けて、1994年から続いていた副知事2人制が終了した。
2010年4月、瑞宝中綬章受章。

## 役職
- (前)長崎県すこやか長寿財団理事長
- 長崎サンセットマリーナ社長
- 長崎県産炭地域振興財団理事長
- 雲仙岳災害記念財団理事長
- 長崎県信用保証協会理事長

## 関連人物
- 金子原二郎 - 元長崎県知事（1998年 - 2010年）、現参議院議員
- 澤井英一 - 元長崎県副知事（1998年 - 2000年）、内閣官房内閣審議官・都市再生本部事務局長
- 辻原俊博 - 元長崎県副知事（2000年 - 2004年）、現クウェート駐箚特命全権大使